# Saint-Hélen
Saint-Hélen (tiếng Breton: Sant-Haelen) là một commune in the Côtes-d'Armor departement in Bretagne in northwestern Pháp.

## Dân số
Người dân ở Saint-Hélen được gọi là Hélennais.